# 一圓テクノス
一圓テクノス（いちえんテクノス）は滋賀県彦根市にある建設・プラント設備の設計・施工およびガソリンスタンドを経営する企業。

## 沿革
創業
- 1918年（大正 7年） 5月： 住友石炭鉱業の特約店として一圓石炭商店を営業開始。

設立
- 1958年（昭和33年）12月： 株式会社一圓石炭商店に改組。
- 1966年（昭和41年）： 一圓商事株式会社に改名。
- 1994年（平成 6年）： 一圓テクノス株式会社に改名。

## 営業種目
- 空気調和設備
- 浄化槽設備
- 換気・集塵設備
- 恒温・恒湿装置
- 冷凍・冷蔵設備
- 給水・排水衛生設備
- 消防・防災設備
- ソーラーシステム設備
- 不動産賃貸
- 石油類各種燃料販売

## 事業所
- 大津営業所 ： 滋賀県大津市木下町11-13
- 高月営業所 ： 滋賀県伊香郡高月町森本239-7
- 能登川営業所：滋賀県東近江市今町1210-6
- 給油所： 滋賀県彦根市高宮町1320-2